# کمپین بدسرپرست تنهاتر است
بدسرپرست تنهاتر است یک پویش اجتماعی در ایران بود که توسط گروهی از روزنامه‌نگاران، حقوق‌دانان و هنرمندان از سال ۱۳۹۵ با هدف حمایت از کودکانی که قربانی خشونت و آسیب می‌شوند و در اصطلاح عمومی «بدسرپرست» هستند، شکل گرفت. این کمپین در مدت فعالیت خود تلاش می‌کرد تا با نامه‌نگاری با نهادهای رسمی همچون ریاست جمهوری و شوراها و... و همچنین برگزاری رویدادها و نشست‌هایی در شهرهای مختلف ایران توجه افکار عمومی و در نتیجه توجه نهادهای حاکمیتی را به وضعیت کودکان قربانی خشونت، کودکان قربانی کودک‌همسری، کودکان کار و زباله‌گرد و کودکان آسیب‌دیده از بلایای طبیعی جلب کند.

## اهداف و رویکرد
پیمان‌نامه جهانی حقوق کودک کشورهای امضاکنندهٔ این کنوانسیون را متعهد کرده که از کودکان در مقابل هر نوع آسیب محافظت کند، ایران نیز یکی از امضاکنندگان این پیمان نامه است. به عبارت دیگر حکومت‌ها سرپرست‌های اصلی کودکان هستند و موظف شده‌اند در بحران‌های خانوادگی، اجتماعی و طبیعی به میدان آمده و چتر حمایتی خود را بر سر کودکان بگیرند و مانع آسیب آن‌ها شوند. بنابراین دایره شمول مفهوم «بدسرپرستی» بسیار وسیع است و پویش «بدسرپرست تنهاتر است» وظیفه خود می‌دانست از کودکانی که در بحران‌های خانوادگی، اجتماعی، حاکمیتی و طبیعی قربانی خشونت می‌شوند حمایت کند.
با وجود اینکه آزار و شکنجه کودکان بدسرپرست طیف وسیعی از انواع آسیب‌های روحی، روانی، جسمی و جنسی را شامل می‌شود، اغلب این کودکان در خانواده متحمل آزار می‌شوند، جامعه نسبت به وضعیت آن‌ها بی‌تفاوت است و نهادهای مسئول نیز از آن‌ها حمایت نمی‌کنند. علاوه بر آن حاکمیت که وظیفه حمایت از کودکان در برابر انواع خشونت را بر عهده دارد، خود با نصب قوانین ایدئولوژیک و دفاع از مواردی مانند کودک‌همسری به خشونت علیه آنان دامن می‌زند. 
پویش «بدسرپرست تنهاتر است» رویکرد خود را در مواجهه با جامعه «آموزش و اطلاع‌رسانی» به‌منظور پیشگیری و توانمندسازی و در مواجهه با نهادهای مسئول «مطالبه و اعتراض» برای احقاق حقوق کودکان آسیب‌دیده و در معرض خشونت تعریف و فعالیت‌های خود را با تمرکز بر موارد زیر در مواجهه با نهادهای مسئول و قانون‌گذار آغاز کرد:
الف: تصویب قوانین جامع و مانع
ب: اجرایی‌کردن قوانین موجود
ج: نظارت مستمر و موثر بر عملکرد نهادها در راستای اجرای قوانین

## حامیان

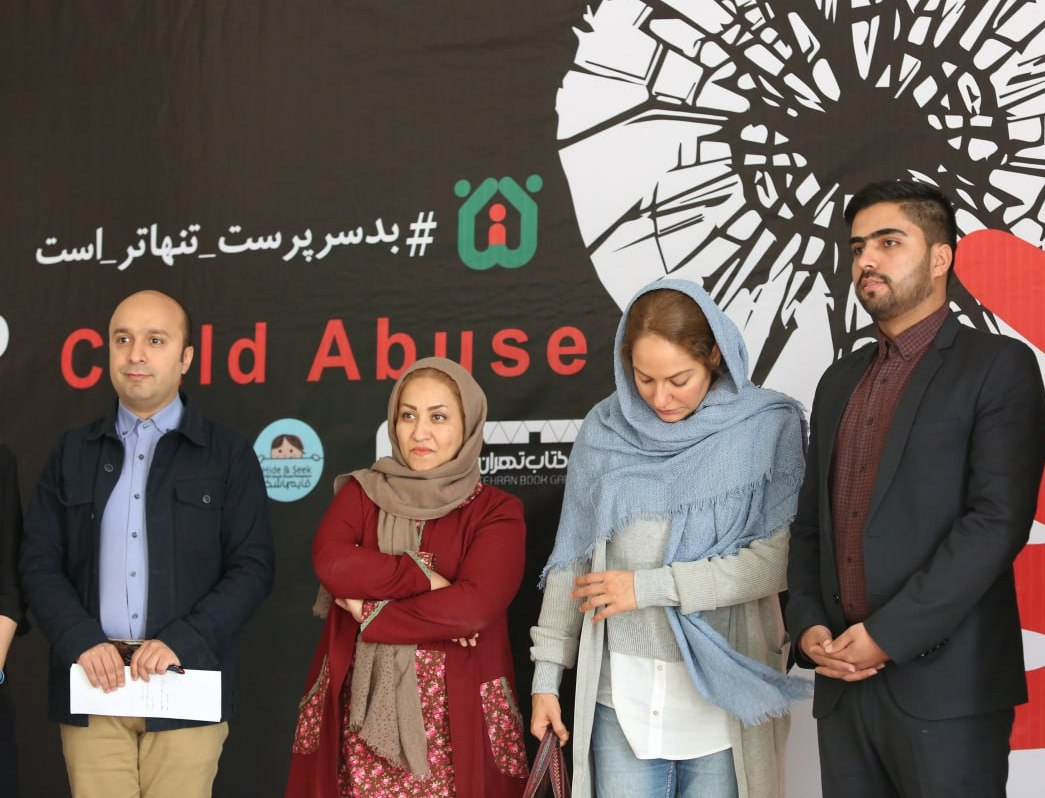
مهناز افشار، سیاوش صفاریان‌پور در یکی از رویدادهای بدسرپرست تنهاتر است

کمپین بدسپرست تنهاتر است با حمایت ۴۵۰ هنرمند و سینماگر تشکیل شد. این پویش بر اساس ایده و طرحی از سایه رحیمی، روزنامه‌نگار، و با همراهی گروهی متشکل از چند روزنامه‌نگار و حقوقدان و جامعه سینمایی ایران در اردیبهشت سال ۱۳۹۵ شکل گرفت. برخی از سینماگران شناخته‌شده همچون مهناز افشار، پرویز پرستویی، کامبیز دیرباز و... با این پویش همکاری می‌کردند.

## فعالیت‌ها
پویش بدسرپرست تنهاتر است، در قالب‌های مختلفی اهداف خود را دنبال می‌کرد که از جمله‌ٔ آن‌ها می‌توان به پیگیری و اصلاح قوانین تا حمایت از کودکان کار و کودکان زلزله‌زده اشاره کرد. این فعالیت‌ها در مدت ۳,۵ سال فعالیت پویش در هفت بخش دنبال می‌شد:

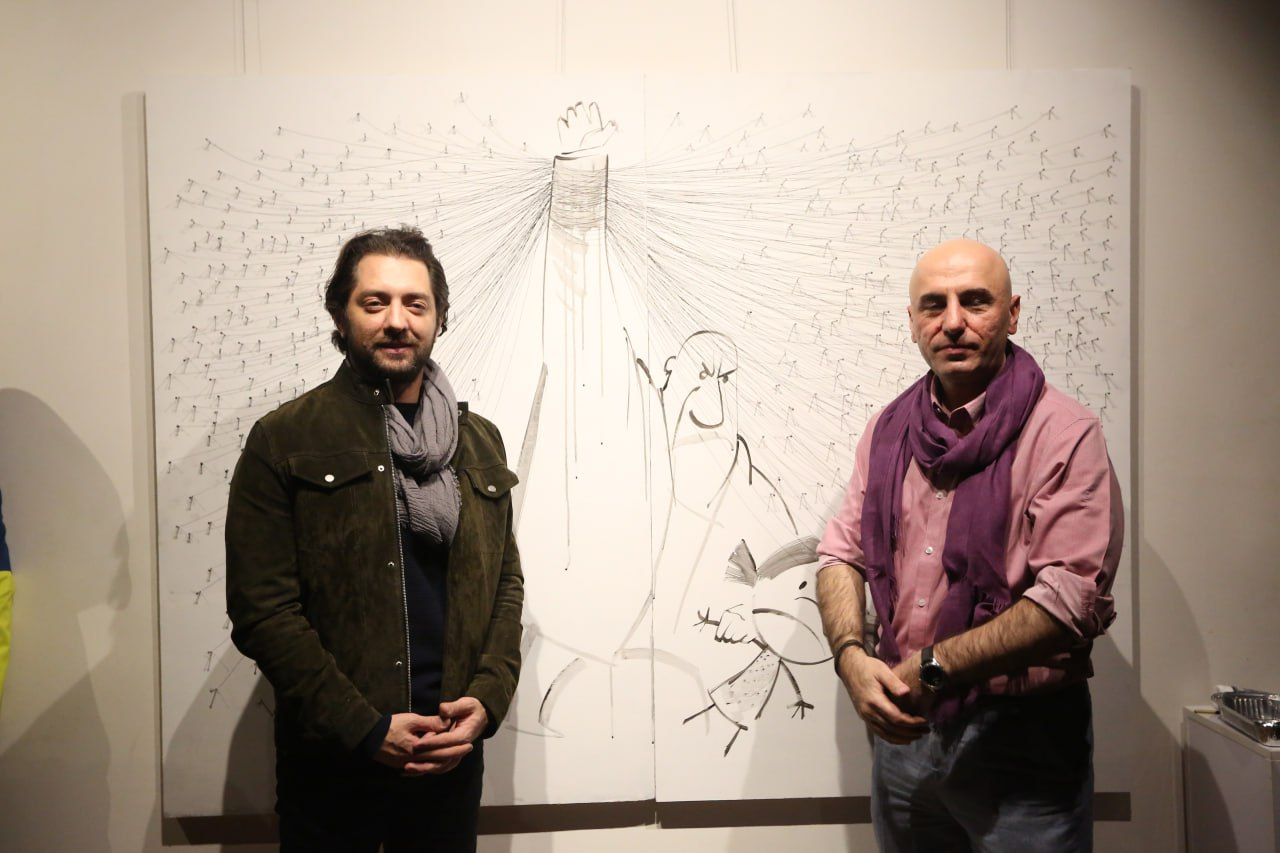
بزرگمهر حسین‌پور و بهرام رادان در کمپین بدسرپرست تنهاتر است

1. بزرگمهر حسین‌پور و بهرام رادان در کمپین بدسرپرست تنهاتر استتبیین مفهوم بدسرپرستی در جامعه از طریق آگاهی، اطلاع‌رسانی و فرهنگ‌سازی
2. درخواست برای تصویب «لایحه حمایت از کودکان و نوجوانان»[۱۶]
3. گرامیداشت «روز جهانی منع خشونت علیه کودکان»
4. همدردی با کودکان زلزله‌زده سرپل ذهاب به عنوان قربانی خشونت
5. حمایت و توانمندسازی کودکان کار[۱۷]
6. تلاش برای افزایش حداقل سن ازدواج و حذف پدیده کودک‌همسری
7. تلاش برای حل معضل زباله‌گردی کودکان

## تعطیلی کمپین
این کمپین پس از فعالیت‌های منسجم در زمینه مقابله با کودک همسری و درخواست برای اصلاح قوانین در سال ۱۳۹۸ با تهدیدهای نهادهای امنیتی مواجه و حساب‌های کاربری آن در توییتر، فیس‌بوک، اینستاگرام مسدود شد. 